# Batalla de Pensacola
La batalla de Pensacola (o de Panzacola), lliurada a Pensacola, va marcar la culminació de l'esforç espanyol per reconquerir les Florides del domini anglès, en el context de la Revolució americana.

## Antecedents
Pel Tractat de París de 1763, Espanya va cedir al Regne de la Gran Bretanya les Florides, a canvi de la retirada de les ciutats de l'Havana i Manila. De França va recuperar, en compensació pel resultat de la guerra, la Louisiana, que el país gal no podia mantenir.
El 1781, les dues potències es trobaven novament en guerra, però les notícies de la ruptura d'hostilitats van arribar als territoris espanyols abans que als anglesos, de manera que el governador de la Louisiana, Bernardo de Gálvez y Madrid va decidir donar un audaç cop de mà per recuperar el territori cedit. Un cop havia conquerit primer Mobile el 1780, després de la batalla de Fort Charlotte.
El 7 de gener de 1781, l'atac britànic va destrossar la coordinada defensa espanyola a Mobile. Les autoritats, des de la Capitania General de Cuba, per suportar l'atac anglès, van enviar forces addicionals amb la intenció d'aguantar el temps que fos necessari sense que caigués la plaça. Els britànics, mentrestant, calculant les quantioses pèrdues en homes i oficials, van fugir de nou a la seva base principal a Pensacola.
Per fer front als anglesos Gálvez va reunir tropes vingudes des d'altres llocs de l'Imperi, amb proveïments addicionals de Cuba, la Louisiana i d'altres zones. El seu exèrcit va augmentar a 7.000 homes, cosa que, per l'època, era considerable. Aquest exèrcit es componia de soldats blancs, negres, mestissos i indis.

## Desenvolupament
Una flota de gran abast de vaixells de guerra neutralitzà les defenses britàniques externes i va començar un desembarcament dut a terme per la infanteria de marina i un posterior setge de la ciutat el 9 de març.
Considerant com era la missió de perillosa, el cap de l'esquadra espanyola, José Calvo Irazábal, com a responsable de la seguretat de la flota, es va negar a ordenar que els seus vaixells entressin a la badia, tot i que s'havien apoderat de l'illa de Santa Rosa, però havia encallat el navili San Ramon a la primera barra de l'accés a la badia. Bernardo de Gálvez y Madrid es va embarcar llavors en el bergantí Galveston, va hissar la bandera d'almirall i va entrar només a la badia per donar exemple als altres vaixells. Després d'això, tota la flota el va seguir i va començar a canonejar els anglesos. Gálvez inicià el setge de la plaça anglesa, i tot i que corria risc d'atac de banda d'un estol anglès que estava a prop, tenia esperances d'una ràpida terminació perquè els assetjadors estaven malalts i sense aliments, desanimats i desil·lusionats per no haver pogut obrir les trinxeres.
Peter Chester, el governador i John Campbell, el comandant de la guarnició van abandonar Pensacola i es van refugiar a les robustes defenses de Fort George, impedint que la flota entrés a la Badia de Pensacola i canonegés les seves defenses des de prop.

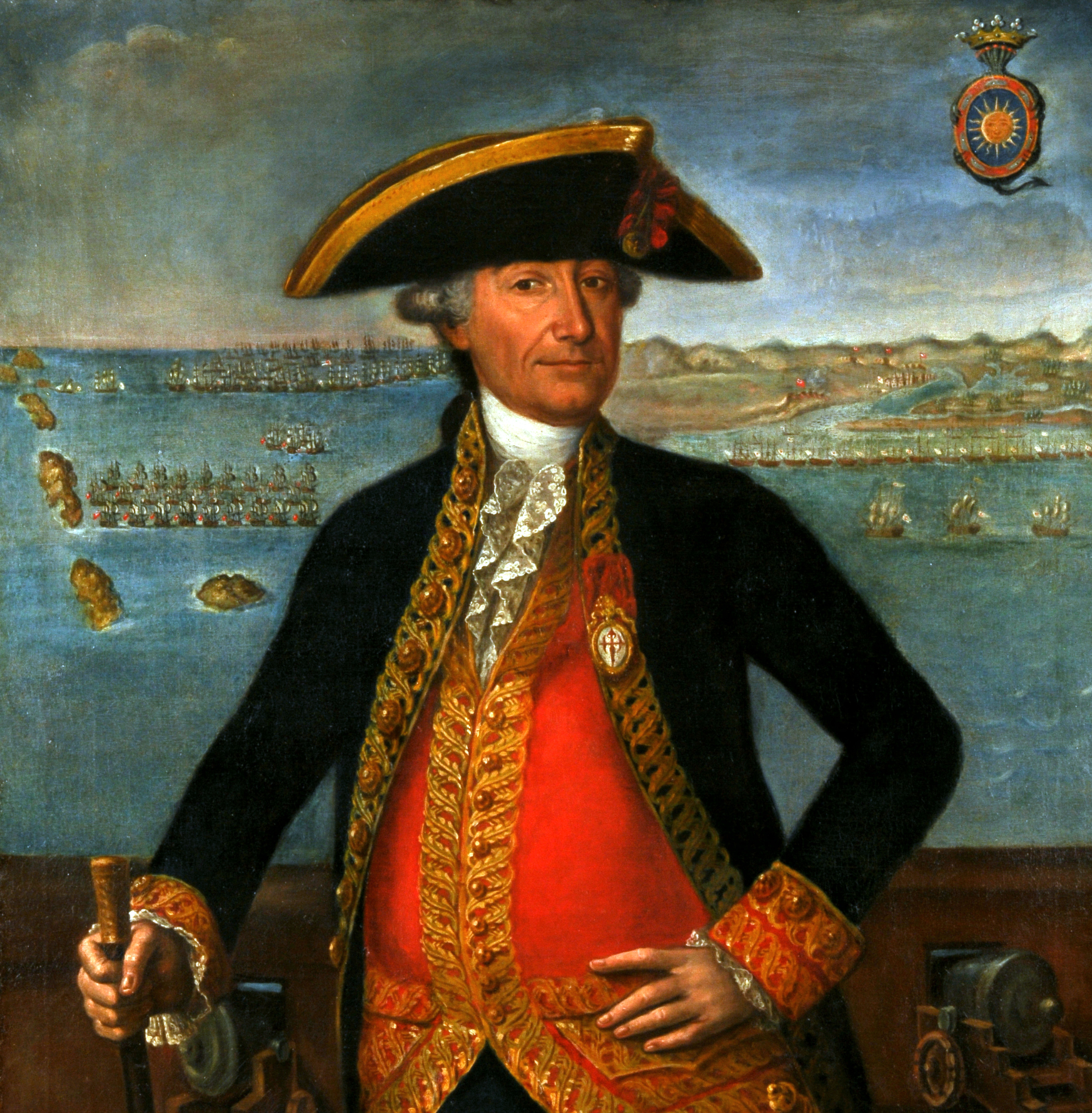
El capità general José Solano davant de la badia de Santa Rosa.
Museu naval de Madrid.

A l'Havana es va preparar una flota al comandament de José Solano y Bote portant un reforç a l'exèrcit de 1.600 homes de tropa, que va embarcar el 8 d'abril i va sortir el setembre. Les forces anaven a comandament del mariscal de camp Juan Manuel Cajigal. Gálvez expressa en el seu diari d'operacions que el 19 d'abril a les dues de la tarda va tenir notícia que es trobaven a la vista 14 embarcacions, entre elles algunes de guerra, la qual cosa li va preocupar pensat que eren naus al socors de l'enemic. Aquella nit va rebre confirmació que eren les forces de Solano que venien a reforçar l'atac. Van arribar a l'illa de Santa Rosa amb quinze navilis, tres fragates i altres embarcacions amb 1.600 homes i el dia 20 van desembarcar les tropes.
Una granada disparada per un obús de les bateries espanyoles va obrir diverses fractures en el fort del Sombrero. Llavors l'artilleria va concentrar el seu foc cap a Fort George, va rebentar un polvorí, i Campbell i l'almirall Chester es rendiren el 8 de maig de 1781,

## Conseqüències
En 8 de maig de 1782 Gálvez es va apoderar de l'illa de Nova Providència a les Bahames, sent recuperada pels britànics l'abril de 1783. Jamaica era l'últim reducte anglès d'importància al Carib, i Gálvez es disposà a organitzar un desembarcament sobre l'illa i sumar-la als territoris sota sobirania espanyola, però enmig dels preparatius el va sorprendre la fi de la guerra.
Carles III d'Espanya, va atorgar a Bernardo de Gálvez y Madrid el títol de comte de Gálvez, i a José Solano y Niño el títol de Marquès del Socorro per la seva actuació a la batalla de Pensacola.